# Констракта
Ана Джурич (до шлюбу Ігнатович; нар. 12 жовтня 1978), професійно відома як Констракта — сербська співачка та авторка пісень. Представниця Сербії на Пісенному конкурсі Євробачення 2022 у Турині, Італія з піснею «In corpore sano», де посіла 5 місце. Перш ніж стати сольною співачкою у 2019 році, Констракта здобула популярність як провідна вокалістка сербського інді-поп-гурту Земља грува!.

## Біографія та особисте життя
Констракта народилася у місті Белград. Співачка закінчила архітектурний факультет Белградського університету.
ЇЇ батько, Слободан Ігнатович, був Міністром інформації в уряді Югославії.
У 2009 році Ана одружился з архітектором Міланом Джуричем, з яким у неї є син Нікола й дочка Лена.
З 2023 року Констракта є амбасадоркою програми підтримки медіаініціатив та партнерств (Nova pismenost), яка фокусується на підвищенні медіа- та цифрової грамотності. Ця програма реалізується компанією Propulsion спільно з Агентством США з міжнародного розвитку (USAID).

## Кар'єра

### Ранні роки: 2007—2016
Констракта дебютувала як учасниця маловідомого електронного гурту під назвою ErrorError на початку 2000-х, але отримала початкове визнання як солістка белградського гурту Zemlja gruva!.  Разом вони випустили три студійні альбоми: WTF Is Gruveland? (2010), Dino u Zemlji Gruva (2013), у якому були виконані кавер-версії пісень хорватського співака Діно Дворніка, та Šta stvarno želiš? (2016). Деякі з найвідоміших пісень гурту: «Najlepše želje» (2010), «Nisam znala da sam ovo htela» (2011) та «Jače manijače» (2013).
У 2008 та 2009 роках Zemlja gruva! брав участь у музичному фестивалі-відборі на Євробачення Beovizija з піснями «Čudesni svetovi» та «Svejedno mi je» відповідно. У 2008 гурту вдалося досягти фіналу, де вони посіли 8 місце з 10, а у 2009 році гурт фінішував на 16 місці півфіналу поміж 20 учасників.

### Початок сольної діяльності
Констракта почала свою сольну кар'єру, випустивши сингл «Žvake» у червні 2019 року. У березні 2020 року вона випустила «Neam šamana», натхненну таблоїдною статтею про те, як сербська співачка Еміна Яхович шукає допомоги у шамана, щоб подолати розлучення з турецьким співаком Мустафою Сандалом.
28 лютого 2022 року Konstrakta випустила свій проєкт «Triptih» – 12-хвилинний кліп на три пісні: «Noble», "In corpore sano"та «Mekano». Відео та пісні ілюструють сучасне життя в Сербії, кожна з яких зосереджена на певному аспекті.

### Пісенний конкурс Євробачення

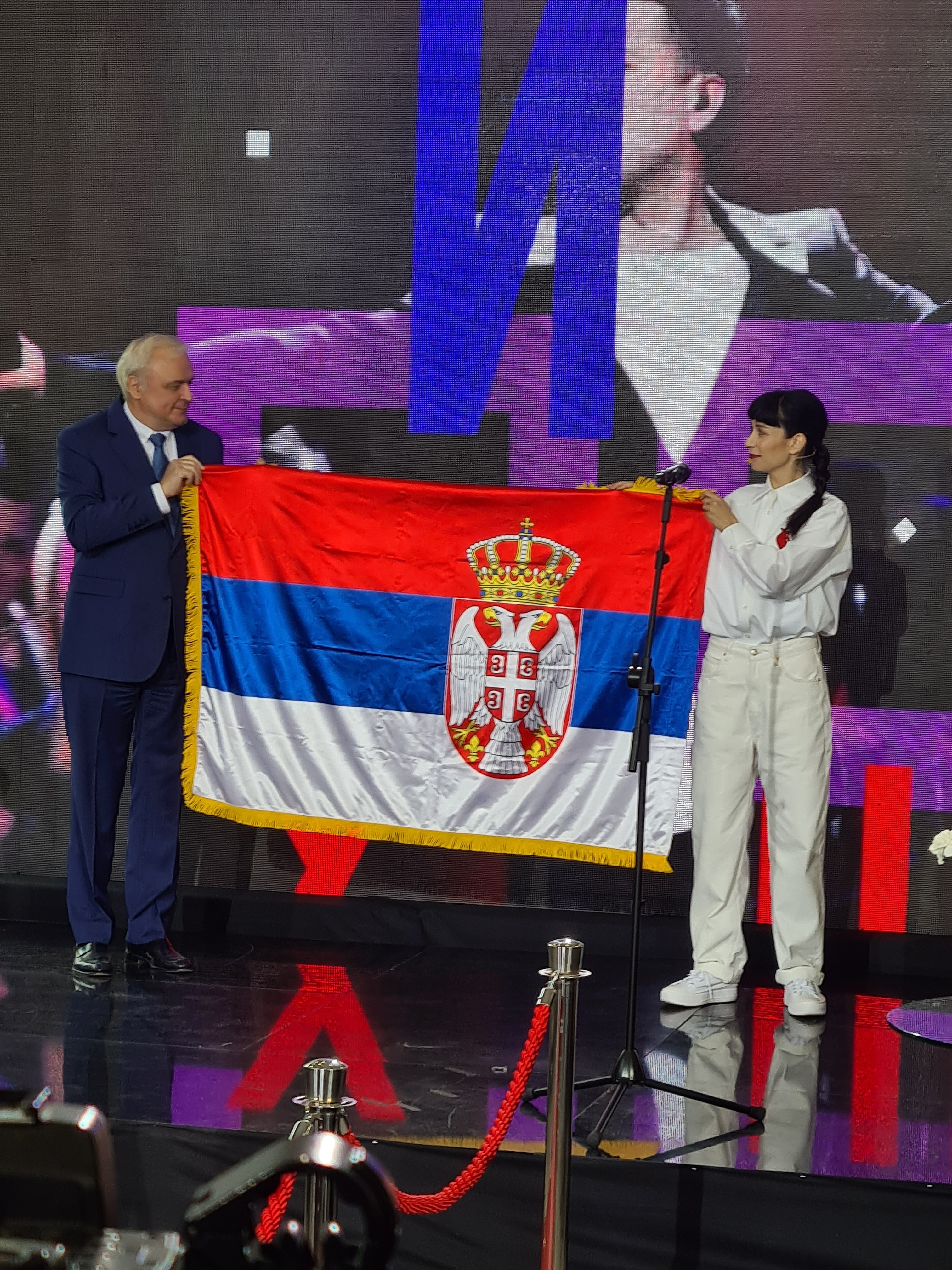
Директор RTS, Драган Буйошевич, передає прапор Сербії Констракті після її перемоги на нацвідборі

8 лютого 2022 року пісня «In corpore sano» була оголошена однією з 36 заявок на національний відбірковий фестиваль Pesma za Evroviziju 22, який транслювався на Радіо Телебачення Сербії, щоб обрати представника країни на Пісенний конкурс Євробачення 2022.

Констракта швидко набула популярності після свого виступу в першому півфіналі 3 березня, де вона посіла друге місце й кваліфікувалася до фіналу. Співачка отримала максимальні 12 балів від журі та 8 балів від глядачів. У фіналі нацвідбору Pesma za Evroviziju 22, який відбувся 5 березня 2022 року, Констракта зі своєю піснею «In corpore sano» виграла як голосування журі, так і глядачів з 12 балами. Загалом співачка отримала 31,34 % голосів громадськості й, таким чином, після своєї перемоги на Pesma za Evroviziju 22, отримала право представляти Сербію на Євробаченні 2022.

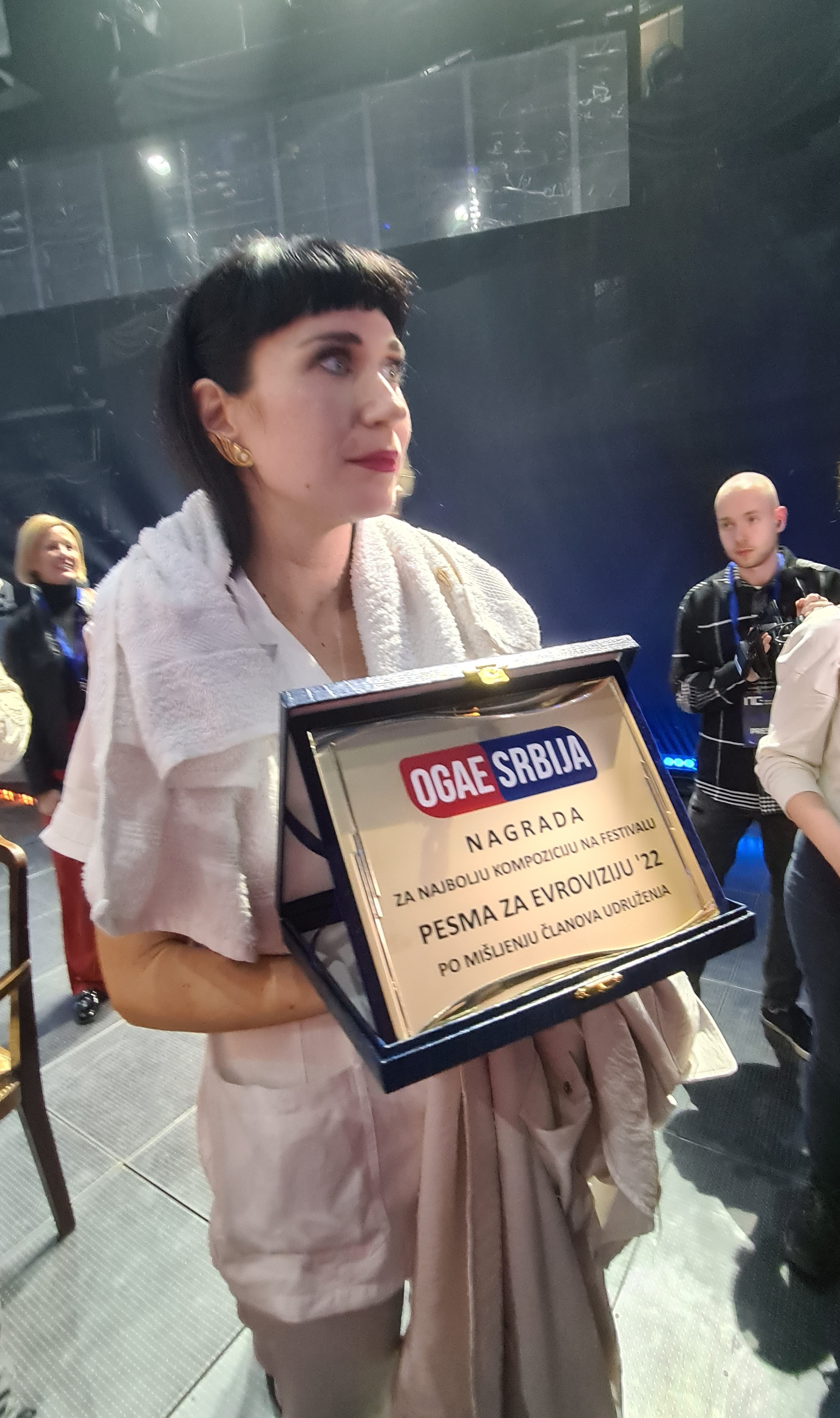
Констракта з нагородою від OGAE Serbia

Поряд з переважною підтримкою сербської громадськості, Констракта також отримала відкриту похвалу від численних регіональних громадських діячів, таких як Порфирія, патріарха Себського й тенісиста Новака Джокович. Вона також отримала похвалу від колег-музикантів і композиторів, таких як Тончі Хуліч, за свої тексти, музику та візуальні ефекти.
25 січня 2022 року було проведено жеребкування, яке розподілило кожну країну в один із двох півфіналів, а також визначило, в якій половині шоу вони виступатимуть. Під час другого півфіналу Євробачення, що відбувся 12 травня, Констракта виступила третьою й кваліфікувалася до гранд-фіналу. У півфіналі співачка посіла перше місце за результатами голосування глядачів разом з представницею Швеції Корнелією Джейкобс. Обидві країни отримали 174 бали, проте Сербія стала лідеркою за кількістю максимальних 12 балів від країн — 8 у Констракти проти 3 у Джейкобс. За результатами голосування журі співачка посіла 8 місце з 63 балами. Загальні 237 балів принесли Сербії третє місце у півфіналі.

Виступ Сербії на Євробаченні 2022

14 травня 2022 року відбувся фінал Євробачення 2022, де Констракта виступила під 24 номером. У підсумку співачка посіла п'яте місце в загальному заліку з 312 балами (225 від глядачів, 5 місце та 87 від журі, 11 місце). Увечері фіналу Констракта виграла премію Марселя Безансона, а також отримала нагороду від польських ЗМІ за найкреативнішу роботу.
Наприкінці травня 2022 року Констракта вперше виступила вживу після Євробачення на фестивалі Sea Star Festival в місті Умаг, Хорватія, де зібрала близько 20 000 слухачів. Згодом, Констракта й гурт Zemlja gruva! стали першими локальними хедлайнерами на головній сцені сербського літнього фестивалю Exit у липні 2022 року.

### 2023 рік— сьогодення
У січні 2023 року Konstrakta виступила разом з гуртом KOIKOI на фестивалі музичних шоукейсів Eurosonic Noorderslag у Гронінгені, Нідерланди.
1 березня того ж року відбулася прем'єра пісні «Evo, obećavam!» під час першого півфіналу Pesma za Evroviziju 23, сербського національного відбору на Пісенний конкурс Євробачення 2023, де Констракта стала запрошеною гостею. Сингл був написаний у формі антології й розділений на три частини: «Depresivna sam» (Я депресивна), «Anksiozan sam» (Я тривожна) й «Obećaj mi» (Обіцяй мені), присвячені проблемам депресії та тривоги.

## Вплив та спадщина
Текст пісні «In corpore sano» став широко згадуватися громадськістю в соціальних мережах і використовувався в різних пародіях, скетчах і переробках завдяки своїй «запам'ятовуваності». Констракту також підтримали люди з різних політичних партій, включно з лібералами та націоналістами. Сама «Констракта» розповіла, що «боїться відсутності негативної критики щодо того, що робить».
Крім того, незабаром після досягнення статусу «поп-зірки» багато компаній з виробництва мила й шампунів запропонували співачці угоди на просування своєї продукції.
У липні 2022 року Констракта отримала почесну «Нагороду за архітектурну подію року» від Асоціації белградських архітекторів.
Сербський журнал Nedeljnik оголосив Констракту «Людиною року 2022».